# Ремікс 482
Ремікс 482 — проєкт громадської організації «Не будь байдужим», який складався з серії клубних музичних акцій в семи обласних центрах України у 2007-2008 роках за участю відомих музикантів DJ Архітектор із гурту Тартак, DJ Tonique (Антон Батурин з гурту ТНМК) і DJ Валік з гурту Бумбокс, а також спеціального гостя Вови зі Львова.
Метою акції було спростувати негативні стереотипи молоді щодо придатності/непридатності використання української мови та україномовного доробку в клубній культурі України. Також проєкт порушував проблему неідентифікованості українських ді-джеїв у музично-споживацькій сфері.
За словами учасників проєкту номер у назві повторює початкові цифри штрих-коду, яким позначаються товари, вироблені в Україні.
Під час цих заходів музиканти виконували танцювальні ремікси на пісні популярних українських виконавців різних жанрів: Другої ріки, 5'nizza, Яремчука, Ротару, Братів Гадюкіних, Крихітки Цахес, Сонцекльош та інших, а також на пісні своїх власних гуртів. Свої власні пісні виконував Вова зі Львова. Крім цього діджеї спільно влаштовували скретч-шоу, під час якого шкрябали платівки під україномовні композиції.  
Перша акція відбулася 6 листопада 2007 року в київському клубі "Бінго". Концерт відвідало майже 600 глядачів. 
Друга акція відбулася 27 листопада 2007 року в харківському клубі "Меридіан". Концерт відвідало понад 1500 глядачів. 
Третя акція відбулася 4 грудня 2007 року в одеському клубі "Плазма". Концерт відвідало близько 400 глядачів. 
Четверта акція відбулася 29 січня 2008 року в донецькому клубі "Гараж". Концерт відвідало понад 1500 глядачів. 
П'ята акція відбулася 26 лютого 2008 року в полтавському клубі "Слайдер". Крім трьох діджеїв спеціальним гостем був Вова зі Львова, який виступав разом з діджеєм Ендрю. Можливо вперше за часів клубу його публіка була майже вся україномовною і патріотично налаштованою. Організатори безплатно розповсюджували Брошуру «Зроби подарунок Україні! Переходь на українську!», а також значки з написом "Міняю часы на годинник". 
Шоста акція відбулася 14 квітня 2008 року в хмельницькому клубі "СВ". 
Сьома акція відбулася 22 квітня 2008 року у вінницькому клубі "Колізей". Глядачі вщерть заповнили залу.

## Мета проєкту та погляди його учасників
Як і інші проєкти громадської організації «Не будь байдужим», Ремікс 482 був спрямований на українізацію культурного простору України і популяризацію української мови серед молоді. За словами виконавчої директорки цієї громадської організації Оксани Левкової:
|  | Рухівці, організовуючи таку акцію, перш за все ставили перед собою мету зробити все, щоб люди не були байдужими до культурних надбань України, щоб молодь рузуміла, що українське - це не тільки "шароварщина" та гопачок. |

Перед початком концертів організатори і учасники для великої журналістської аудиторії розповідали про проєкт і про становище україномовної електронної музики. 
За словами учасників, станом на 2007-2008 рік в клубній культурі України панувала російськомовна і англомовна музика. Україномовна музика не сильно поступалася в якості навіть англомовній, не кажучи вже про російськомовну, оскільки вітчизняний музичний рівень постійно зростав завдяки відповідальності звукорежисерів та саунд-продюсерів, але її треба було просувати в маси, оскільки музичні продюсери і власники каналів відмовлялися її крутити, посилаючись на "неформатність".  
В рамках проекту його організатори оголосили конкурс на найкращі україномовні мікси і за його підсумками планували випустити збірку з цих композицій, яку розповсюджувати по нічних клубах і в ді-джейському середовищі. Загалом з надісланих композицій троє діджеїв планували вибрати 25 найкращих і видати збірку по закінченні проєкту.